# Бішоп (Каліфорнія)
Бішоп (англ. Bishop) — місто (англ. city) в США, в окрузі Іньйо штату Каліфорнія. Населення — 3819 осіб (2020).

## Географія
Бішоп розташований за координатами 37°21′59″ пн. ш. 118°23′45″ зх. д. / 37.36639° пн. ш. 118.39583° зх. д. (37.366378, -118.395807).  За даними Бюро перепису населення США в 2010 році місто мало площу 4,95 км², з яких 4,83 км² — суходіл та 0,12 км² — водойми.

### Клімат
Місто знаходиться у зоні, котра характеризується середземноморським кліматом. Найтепліший місяць — липень із середньою температурою 25.2 °C (77.3 °F). Найхолодніший місяць — грудень, із середньою температурою 3.2 °С (37.7 °F).
| Клімат Бішопа           | Клімат Бішопа | Клімат Бішопа | Клімат Бішопа | Клімат Бішопа | Клімат Бішопа | Клімат Бішопа | Клімат Бішопа | Клімат Бішопа | Клімат Бішопа | Клімат Бішопа | Клімат Бішопа | Клімат Бішопа | Клімат Бішопа |
| Показник                | Січ.          | Лют.          | Бер.          | Квіт.         | Трав.         | Черв.         | Лип.          | Серп.         | Вер.          | Жовт.         | Лист.         | Груд.         | Рік           |
| Абсолютний максимум, °C | 25            | 27,2          | 30,6          | 33,9          | 38,9          | 42,8          | 43,3          | 41,7          | 44,4          | 36,1          | 28,9          | 25,6          | 44,4          |
| Середній максимум, °C   | 12,2          | 14,4          | 18,6          | 22,6          | 28            | 33,3          | 36,9          | 35,7          | 31,2          | 24,5          | 17            | 11,8          | 23,9          |
| Середня температура, °C | 3,6           | 5,7           | 9,1           | 12,5          | 17,4          | 21,9          | 25,2          | 23,9          | 19,8          | 13,8          | 7,3           | 3,2           | 13,6          |
| Середній мінімум, °C    | −5            | −3,1          | −0,4          | 2,4           | 6,8           | 10,6          | 13,4          | 12,1          | 8,3           | 3             | −2,3          | −5,5          | 3,3           |
| Абсолютний мінімум, °C  | −21,7         | −18,9         | −12,8         | −9,4          | −3,9          | −3,9          | 1,1           | 2,8           | −3,3          | −8,9          | −15           | −22,2         | −22,2         |
| Норма опадів, мм        | 266.7         | 215.9         | 134.6         | 66            | 48.3          | 48.3          | 43.2          | 33            | 48.3          | 76.2          | 132.1         | 203.2         | 1315.7        |
| Днів з опадами          | 8             | 9             | 9             | 7             | 5             | 3             | 4             | 4             | 4             | 4             | 6             | 8             | 71            |
| Днів з дощем            | 4             | 3             | 3             | 2             | 3             | 2             | 2             | 2             | 2             | 2             | 3             | 3             | 29            |
| Днів зі снігом          | 1,3           | 0,4           | 0,5           | 0,1           | 0,1           | 0             | 0             | 0             | 0             | 0             | 0,4           | 0,8           | 3,6           |
| Вологість повітря, %    | 54            | 50.8          | 38.7          | 31.9          | 30.3          | 26.9          | 26.8          | 26.8          | 29.5          | 35.2          | 42.1          | 51.1          | 37.1          |
| ----------------------- | ------------- | ------------- | ------------- | ------------- | ------------- | ------------- | ------------- | ------------- | ------------- | ------------- | ------------- | ------------- | ------------- |
| Джерело: Weatherbase    |               |               |               |               |               |               |               |               |               |               |               |               |               |

## Демографія
Згідно з переписом 2010 року, у місті мешкало 3879 осіб у 1748 домогосподарствах у складі 854 родин. Густота населення становила 784 особи/км².  Було 1926 помешкань (389/км²).
Расовий склад населення:
| - 73,9 % — білих - 2,3 % — корінних американців - 1,6 % — азіатів - 0,6 % — чорних або афроамериканців - 18,6 % — осіб інших рас |

До двох чи більше рас належало 2,9 %. Частка іспаномовних становила 30,9 % від усіх жителів.
За віковим діапазоном населення розподілялося таким чином: 23,8 % — особи молодші 18 років, 60,4 % — особи у віці 18—64 років, 15,8 % — особи у віці 65 років та старші. Медіана віку мешканця становила 38,9 року. На 100 осіб жіночої статі у місті припадало 99,8 чоловіків;  на 100 жінок у віці від 18 років та старших — 97,7 чоловіків також старших 18 років.
Середній дохід на одне домашнє господарство  становив 53 892 долари США (медіана — 41 069), а середній дохід на одну сім'ю — 63 438 доларів (медіана — 60 188). Медіана доходів становила 46 635 доларів для чоловіків та 37 433 долари для жінок. За межею бідності перебувало 13,0 % осіб, у тому числі 10,5 % дітей у віці до 18 років та 20,2 % осіб у віці 65 років та старших.
Цивільне працевлаштоване населення становило 1962 особи. Основні галузі зайнятості: мистецтво, розваги та відпочинок — 24,3 %, освіта, охорона здоров'я та соціальна допомога — 23,2 %, роздрібна торгівля — 17,1 %.